# 艾杜瓦勒
艾杜瓦勒（法語：Aydoilles，法語發音：[ɛdwal] ⓘ）是法国大东部大区孚日省的一个市镇，位于该省中部偏东，省会埃皮纳勒市区东北，属于埃皮纳勒区和埃皮纳勒城市圈公共社区。

## 地理
艾杜瓦勒（48°12'41"N, 6°34'19"E）面积10 平方千米，位于法国大東部大區孚日省，该省份为法国东北部内陆省份，北起默兹省和默尔特-摩泽尔省，西接上马恩省，南至上索恩省和贝尔福地区省，东临上莱茵省和下莱茵省。
与艾杜瓦勒接壤的市镇（或旧市镇、城区）包括：隆尚、勒鲁利耶、塞克尔、沃代维尔、拉巴夫、沙尔穆瓦-德旺布吕耶尔、代维莱、栋皮埃尔、埃皮纳勒、丰特奈。

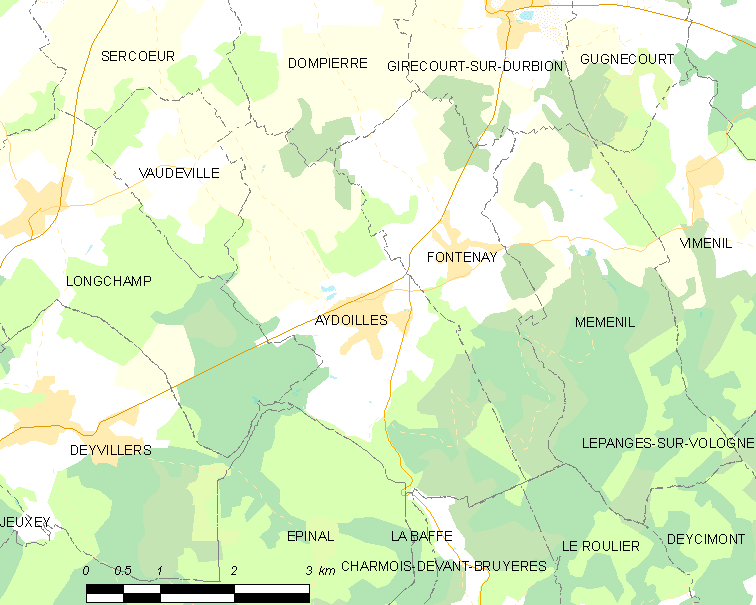
艾杜瓦勒的OSM定位图

艾杜瓦勒的时区为UTC+01:00、UTC+02:00（夏令时）。

## 行政
艾杜瓦勒的邮政编码为88600，INSEE市镇编码为88026。

## 政治
艾杜瓦勒所属的省级选区为布吕耶尔县。

## 人口

1962-2008年间艾杜瓦勒人口变化图示

艾杜瓦勒于2022年1月1日时的人口数量为1007人。

## 人物
- 罗歇·邦唐（法语：Roger Bontems）（1936－1972），法国军事家，出生于艾杜瓦勒[2]